# Botanischer Garten Bielefeld

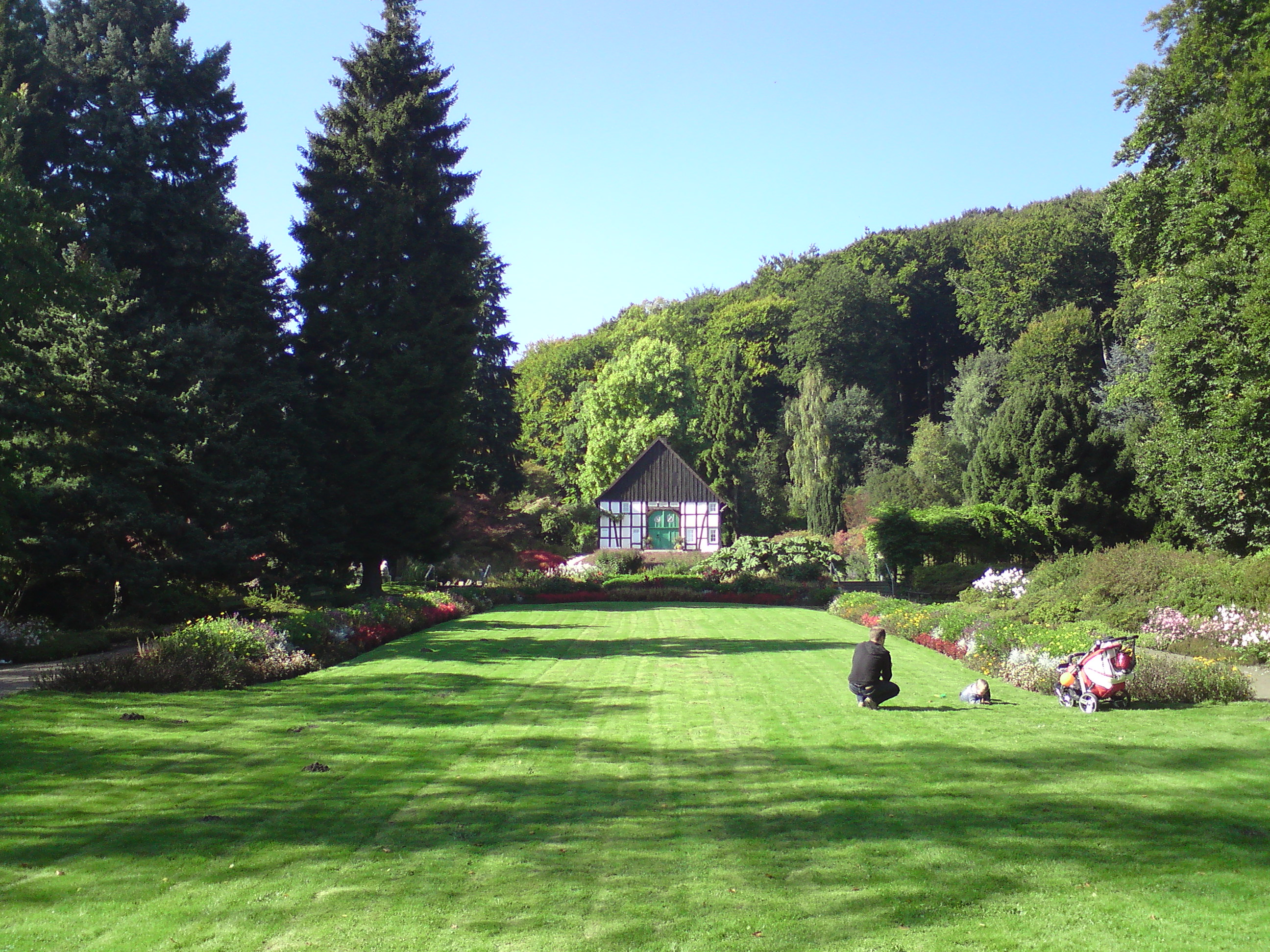
Botanischer Garten mit Bauernhaus

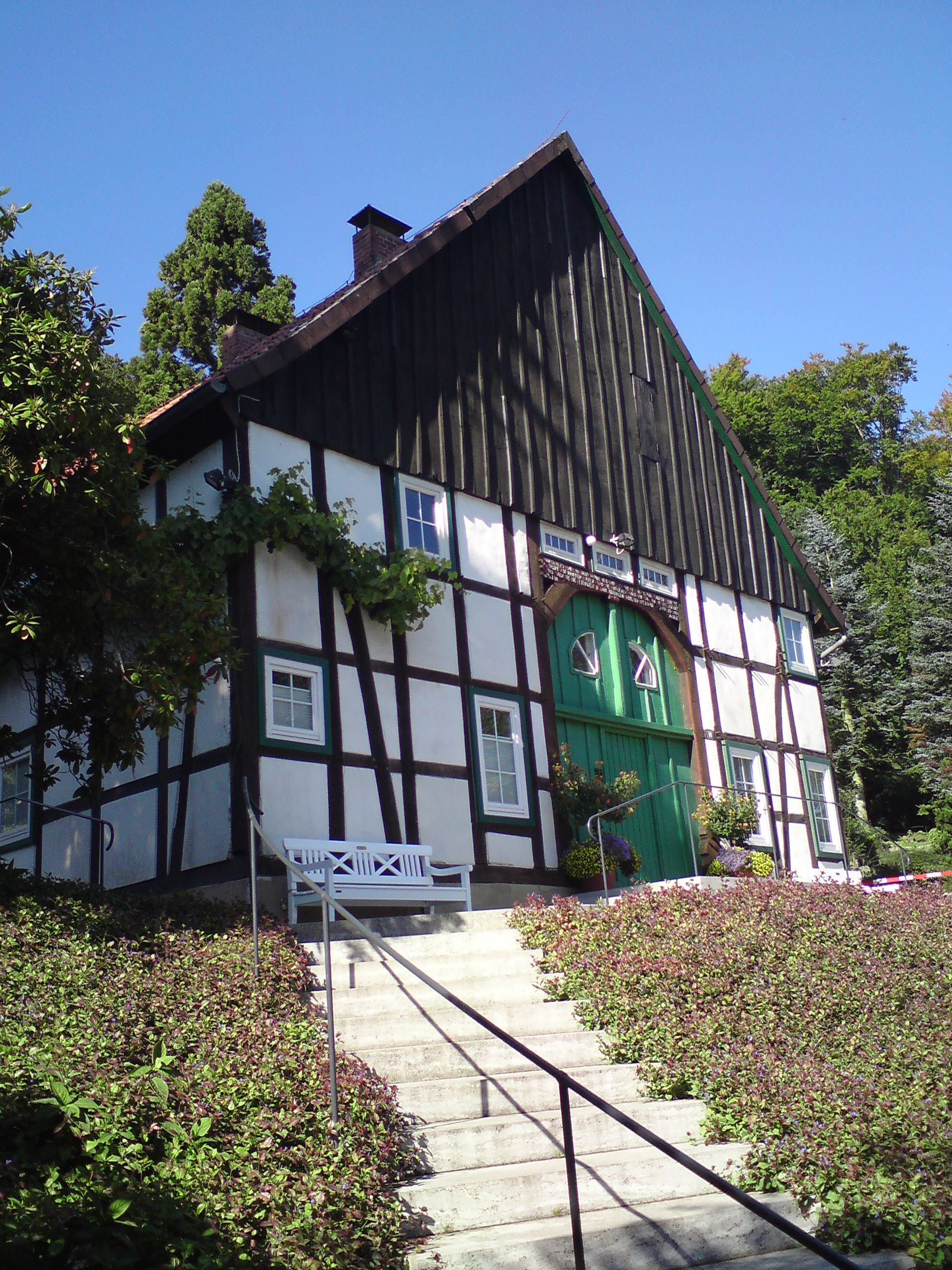
Bauernhaus mit Treppenaufgang und herbstlich verfärbtem Laub von Ceratostigma plumbaginoides (Bleiwurz)

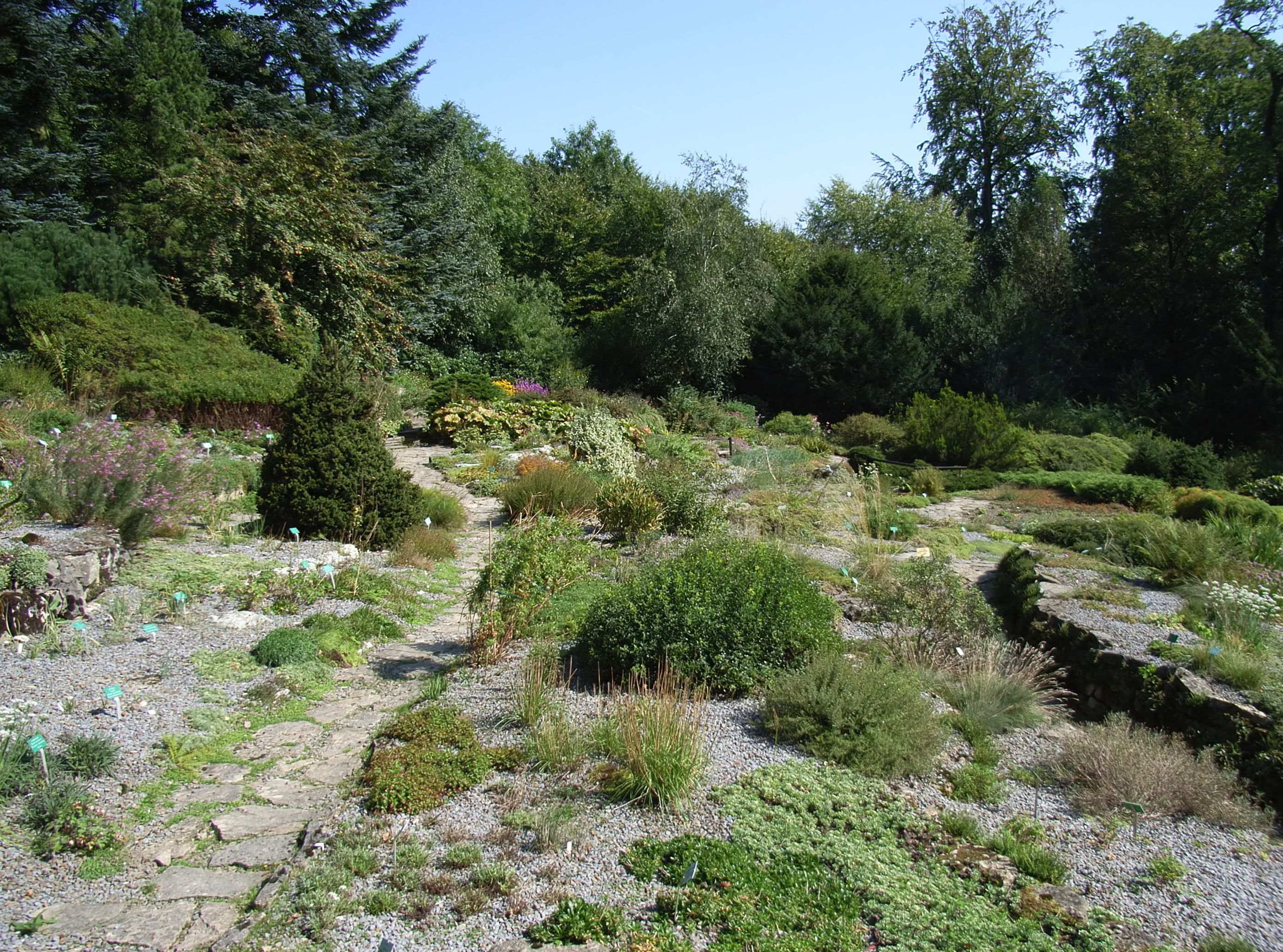
Alpinum

Der Botanische Garten Bielefeld befindet sich am Südhang des zum Teutoburger Wald gehörigen Kahlenberg im Südwesten der ostwestfälischen Stadt Bielefeld. 
Der Park ist ganzjährig geöffnet, der Eintritt ist frei. 

## Geschichte
Gegründet wurde er im Jahre 1912 als Erweiterung für den Johannisfriedhof, bis man die außergewöhnliche Pflanzenvielfalt auf dem Gelände entdeckte. In den Folgejahren wurden erste neue Pflanzen gesät, sodass der Garten 1915 bereits 500 verschiedene Arten enthielt.
Im Zweiten Weltkrieg wurde das einen Hektar umfassende Gelände als Ackerland genutzt und infolgedessen ein Großteil der Pflanzen vernichtet. Heute befinden sich in dem Garten ca. 3000 verschiedene Pflanzenarten. Eine Besonderheit stellt die umfangreiche Rhododendron- und Azaleensammlung dar sowie die Sammlung der Farne entlang der Farntreppe. Die Abteilung der Farne ist noch jung und wurde als Projekt Farntreppe 2007 vom Förderverein des Botanischen Gartens realisiert.
Im Zentrum der Anlage befindet sich ein 1823 errichtetes westfälisches Bauernhaus. Das charakteristische Bauernhaus ist im Logo des 1998 gegründeten gemeinnützigen Fördervereins Freunde des Botanischen Gartens Bielefeld e. V. abgebildet. Der Förderverein des Botanischen Gartens initiiert Projekte zur Weiterentwicklung und Bewahrung des Botanischen Gartens Bielefeld.

## Anlage
Aufgeteilt ist der Garten in verschiedene natürliche Lebensräume:
- Steingarten
- Alpinum
- Arznei- und Gewürzgarten
- Heidegarten
- Buchenwaldflora
- Teichanlage
- Rosengarten
- Farntreppe

Eine weitere Besonderheit des Botanischen Gartens Bielefeld ist die Erdzeituhr, die dem Besucher die Abfolge und Dauer der Erdzeitalter verdeutlicht. Es gibt außerdem eine Imkerei.

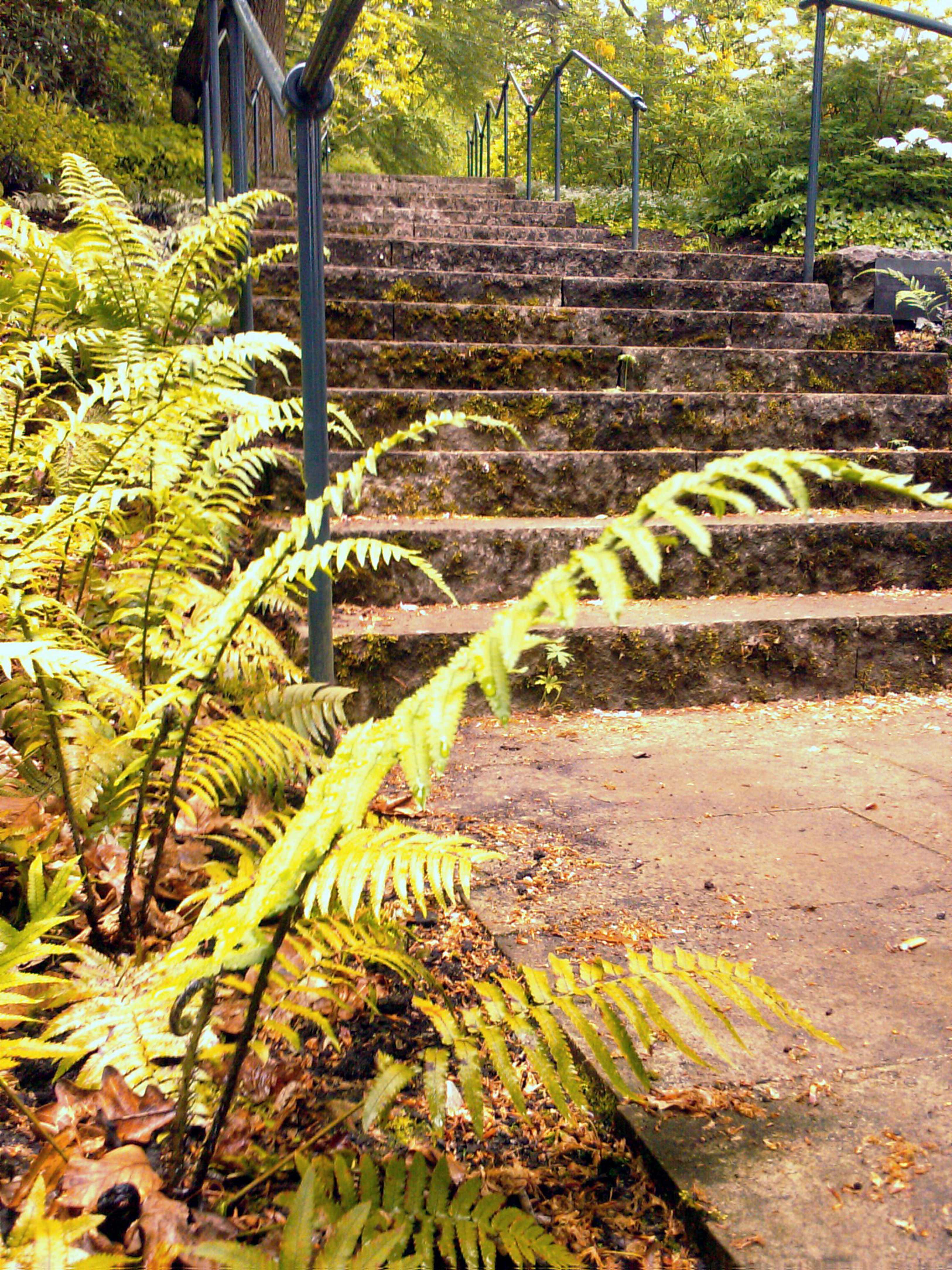
Farntreppe mit Dryopteris atrata (Elefantenrüsselfarn)
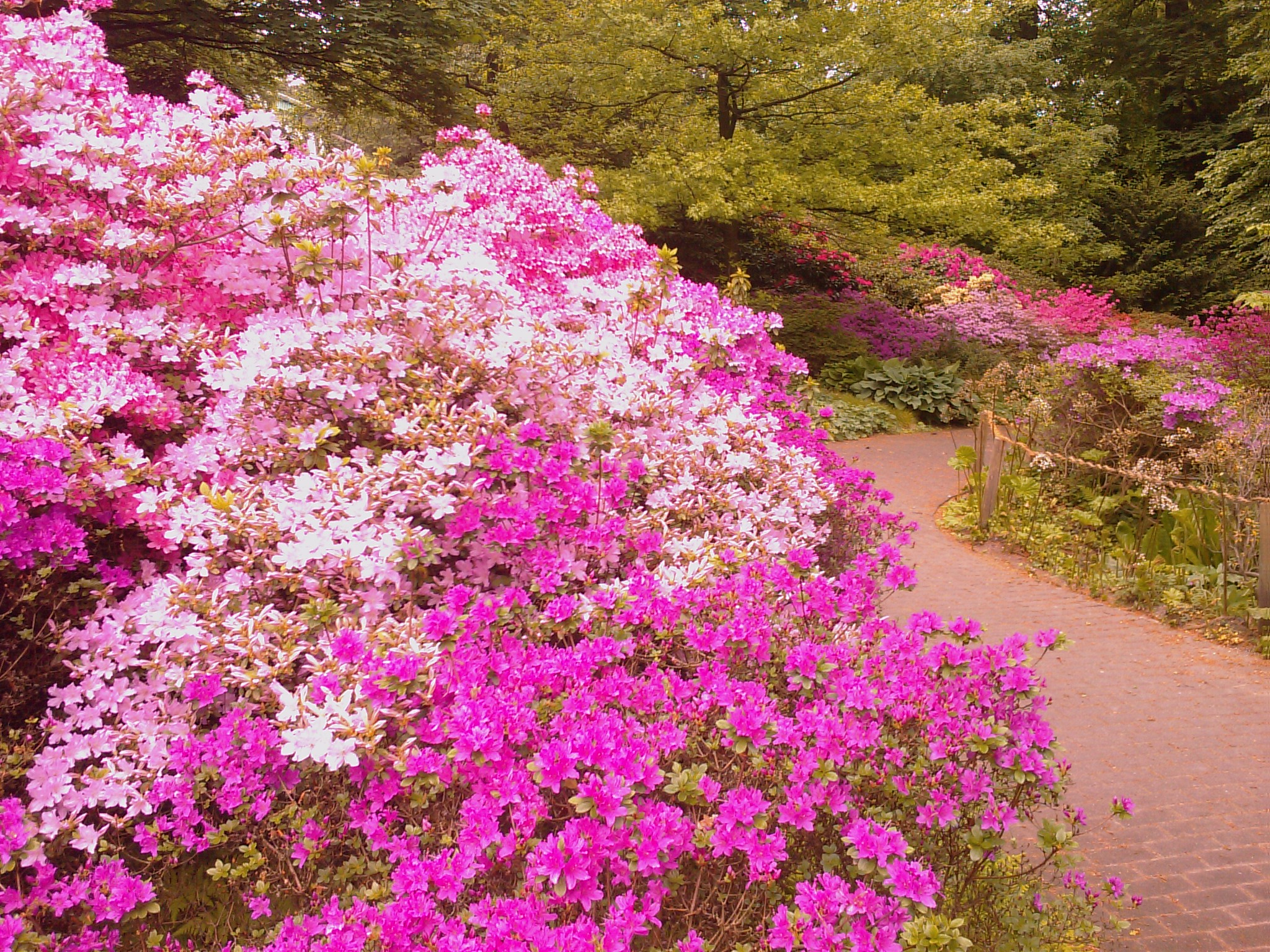
Azaleenblüte
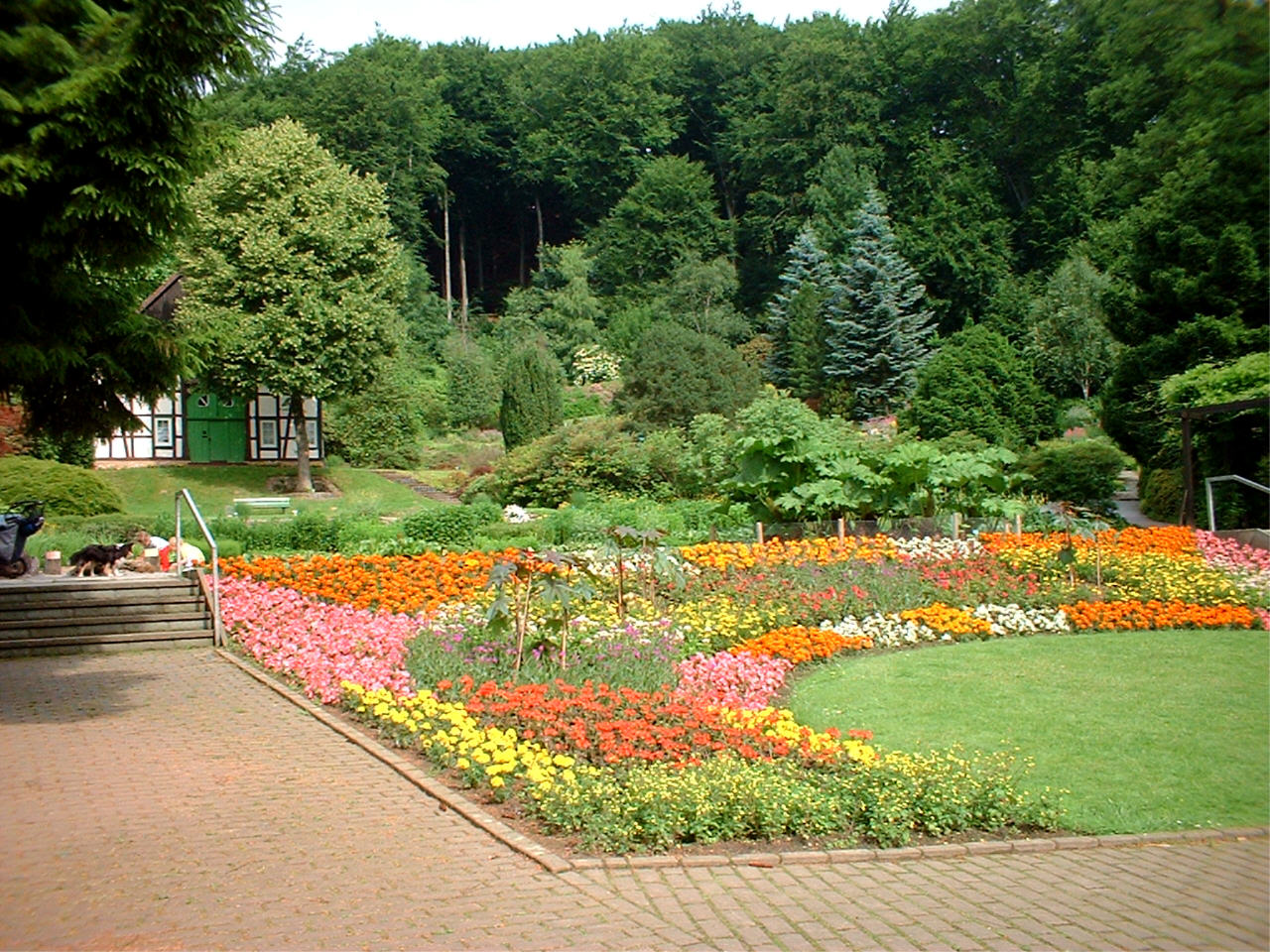
Botanischer Garten mit Bauernhaus
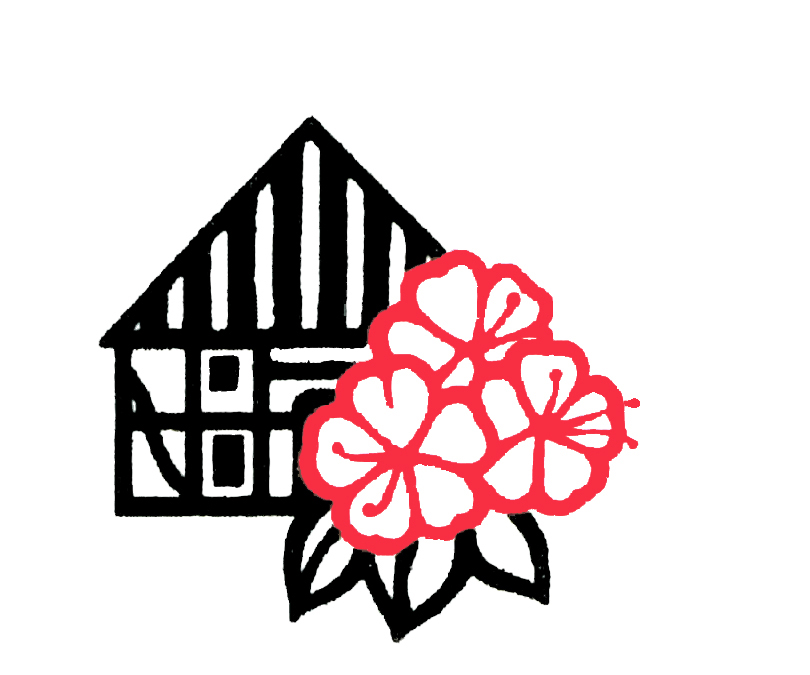
Vereinslogo der Freunde des Botanischen Gartens Bielefeld e.V.